# Логедер, Луиджи
Луиджи Логедер (итал. Luigi Logheder; 21 октября 1853, Белладжо — 31 декабря 1915, Бергамо) — итальянский дирижёр и композитор.

## Биография
С детства пел в хоре собора Санта-Мария-Маджоре. Окончил Музыкальный институт Бергамо (1873), ученик Антонио Дольчи и Джованни Бертулетти (фортепиано), Алессандро Нини (композиция). Работал хормейстером в оперном театре Бергамо. В 1883 г. поставил в Павии свою оперу «Аделло». В 1884 г. по приглашению композитора Карлоса Гомеса отправился в США, чтобы дирижировать первыми в этой стране представлениями оперы Гомеса «Гуарани» (27 августа, Сан-Франциско). Далее на протяжении нескольких лет дирижировал различными итальянскими труппами в США (в частности, в 1885 году в Ричмонде вызвав «Трубадуром» Джузеппе Верди похвалу местной критики). В конце 1880-х гг. работал в Мексике, Аргентине и Бразилии, в 1890 г. обосновался в Уругвае, выступал как дирижёр в Театре «Солис», в 1903 г. там же с успехом представил свою оперу «Клеопатра и Антоний». Затем вернулся в Италию, в 1913 г. осуществил в Бергамо премьеру своей последней оперы «Сирена».